# Лагоа (Азорские острова)
Лагоа (порт. Lagoa; [lɐ'goɐ]) — посёлок городского типа в Португалии, центр одноимённого муниципалитета в составе округа Азорские острова. Расположен на острове Сан-Мигел. Численность населения — 8,9 тыс. жителей (посёлок), 14,1 тыс. жителей (муниципалитет) на 2001 год. Занимает площадь 45,57 км².
Праздник поселка — 11 апреля.

## История
Поселок основан в 1522 году.

## Расположение
| mapas.sapo.pt Архивная копия от 19 апреля 2008 на Wayback Machine |

Поселок расположен в 8 км на восток от адм.центра автономного региона города Понта-Делгада на южном берегу острова Сан-Мигел.
Муниципалитет граничит:
- на севере — муниципалитет Рибейра-Гранде
- на востоке — муниципалитет Вила-Франка-ду-Кампу
- на юге — Атлантический океан
- на западе — муниципалитет Понта-Делгада

## Население
| Численность населения муниципалитета по годам | Численность населения муниципалитета по годам | Численность населения муниципалитета по годам | Численность населения муниципалитета по годам | Численность населения муниципалитета по годам | Численность населения муниципалитета по годам | Численность населения муниципалитета по годам | Численность населения муниципалитета по годам |
| --------------------------------------------- | --------------------------------------------- | --------------------------------------------- | --------------------------------------------- | --------------------------------------------- | --------------------------------------------- | --------------------------------------------- | --------------------------------------------- |
| 1849                                          | 1900                                          | 1930                                          | 1960                                          | 1981                                          | 1991                                          | 2001                                          | 2004                                          |
| 5387                                          | 11 963                                        | 10 954                                        | 13 944                                        | 12 849                                        | 12 900                                        | 14 126                                        | 14 698                                        |

## Состав муниципалитета
В муниципалитет входят следующие районы:
1. Агуа-де-Пау
2. Кабоку
3. Носса-Сеньора-ду-Розариу
4. Рибейра-Шан
5. Санта-Круш